# Omen - L'origine del presagio
Omen - L'origine del presagio (The First Omen) è un film horror soprannaturale americano del 2024 diretto da Arkasha Stevenson, che ha co-scritto la sceneggiatura con Tim Smith e Keith Thomas da una storia di Ben Jacoby. 
Sesto capitolo del franchise di Omen, la pellicola funge da prequel al film Il presagio (1976).

## Trama
Il film inizia con padre Brennan che incontra padre Harris in una chiesa in fase di costruzione, rivelandogli dell'esistenza di un culto nascosto e lasciandogli come prova una foto con due suore, un prete e una neonata con una voglia a forma di tre sei sulla testa, con scritto sul retro il nome "Scianna"; mentre fa per andarsene, padre Harris viene ucciso da un tubo che gli cade dietro la testa, spaccandogliela.
Nel 1971, l'aspirante suora Margaret Daino raggiunge Roma e viene accompagnata all'orfanotrofio di Vizzardeli dal cardinale Lawrence e da padre Gabriel, un giovane sacerdote: qui incontra la severa badessa Silva, la bizzarra suor Anjelica e la sua compagna di stanza Luz. Quella sera Luz invita Margaret ad andare a divertirsi prima di prendere i voti, e quest'ultima balla con un ragazzo di nome Paolo prima di perdere i sensi; il giorno dopo la ragazza si sveglia senza ricordare nulla degli eventi.
Mentre interagisce con le bambine, Margaret si avvicina particolarmente a Carlita, un'orfana rinchiusa sempre in una stanza buia a causa del suo carattere sociopatico, provocato da delle visioni macabre; una mattina la giovane viene fermata da padre Brennan, il quale le consegna il suo indirizzo di casa per poterle parlare del culto misterioso legato intorno alla Chiesa e all'orfanotrofio.  
Un giorno, durante una festa, Carlita consegna un disegno rappresentante una donna incinta a suor Anjelica, la quale, dopo essere salita su un balcone, si suicida immolandosi e impiccandosi davanti a tutti i presenti. Sconvolta, Margaret si reca la sera a casa di padre Brennan: il prete le spiega che, a causa dell'allontanamento dei fedeli, una parte della Chiesa ha deciso di eseguire un rituale per permettere all'Anticristo di nascere nel tentativo di ripristinare la loro fede, con Carlita destinata a portarlo in grembo. Padre Brennan chiede a Margaret di portargli delle cartelle tenute nascoste dalle suore nell'orfanotrofio, le quali contengono degli elementi importanti per fermare il rito della venuta dell'Anticristo, ma la ragazza, credendolo pazzo, rifiuta e scappa.
Nel frattempo, dentro e fuori dall'orfanotrofio, le allucinazioni terribili di Margaret iniziano a manifestarsi. Vedendo un peggioramento della situazione, suor Silva rinvia i voti della giovane e le vieta di avvicinarsi nuovamente a Carlita. Quella stessa sera Margaret incontra Paolo: il ragazzo, indicandosi la testa, le dice di cercare il marchio, per poi venire investito e ucciso da un camion.
Alla cerimonia della presa dei voti di Luz, Margaret sgattaiola nell'ufficio di suor Silva: qui scopre una stanza nascosta e numerose cartelle contenenti delle foto di bambine nate morte, deformate, caratterizzate da una voglia a forma di tre sei e etichettate come "Scianna": la ragazza accusa le suore di aver effettuato degli esperimenti malati, per poi individuare il marchio sul palato di Carlita prima di essere rinchiusa nella stanza buia.
Raggiunta la notte, padre Gabriel libera Margaret ed entrambi si recano alla casa di padre Brennan con le cartelle. Mentre le esaminano scoprono che, oltre a Carlita, è sopravvissuta un'altra bambina, dotata della voglia a tre sei sulla testa. Margaret individua il marchio tra i suoi capelli e, improvvisamente, si ricorda di quello che era successo la notte trascorsa in discoteca: mentre era svenuta era stata rapita dalla misteriosa setta (di cui sono membri anche Luz, il cardinale Lawrence, suor Silva e, prima di morire, Paolo) e, una volta riaperti gli occhi, era stata impregnata dal Demonio stesso durante un rituale per concepire l'Anticristo. Il gruppo scappa nel tentativo di interrompere la gravidanza, ormai a termine, ma improvvisamente una macchina con a bordo i seguaci dell'Anticristo si schianta contro la loro, uccidendo l'autista, padre Gabriel e, apparentemente, padre Brennan, mentre a Margaret si rompono le acque e perde nuovamente i sensi. 
Margaret, risvegliatasi legata a un letto e circondata dai membri della setta, viene sottoposta a un parto cesareo dai cui nascono due gemelli, una femmina e un maschio, quest'ultimo acclamato come l'Anticristo. In preda alla rabbia la ragazza, dopo essersi liberata, accoltella con un bisturi il cardinale Lawrence, uccidendolo, poi tenta senza successo di fare la stessa cosa col neonato. Per fermarla, Luz la pugnala e poi fugge insieme ai membri della setta, portando con sé il bambino e dando fuoco alla stanza, abbandonando Margaret e sua figlia al loro destino. Fortunatamente Carlita interviene e salva entrambe, dando loro la possibilità di vedere nella fuga la figura urlante di Satana tra le fiamme.
Il film finisce con padre Brennan, sopravvissuto all'incidente, che raggiunge la casa isolata dove ora Margaret vive felicemente insieme a Carlita e alla bambina. Il prete prima la mette in guardia dai membri della setta che le stanno dando ancora la caccia, poi le rivela dell'adozione di suo figlio Damien da parte di un diplomatico statunitense di nome Robert Thorn per sostituire segretamente il figlio nato morto della moglie Katherine, dando inizio agli eventi del primo film.

## Produzione
Nell'aprile 2016 è stato annunciato che un prequel de Il presagio era in lavorazione, ma il progetto è stato avviato ufficialmente solo nel maggio 2022, con Arkasha Stevenson alla regia. Nell'agosto dello stesso anno Nell Tiger Free si è unita al cast nel ruolo della protagonista.

## Promozione
Il primo trailer del film è stato pubblicato il 3 gennaio 2024.

## Distribuzione
Il film è stato distribuito nelle sale italiane il 4 aprile 2024 e in quelle statunitense il giorno dopo.

### Edizione italiana
La direzione del doppiaggio italiano, eseguito presso Dubbing Brothers International Italia, è curata da Metello Mori su dialoghi di Gian Paolo Gasperi. 

## Accoglienza

### Incassi
Il film ha incassato 20092802 $ in Nordamerica e 33753078 $ nel resto del mondo, per un totale di 53845880 $.

### Critica
Il film è stato accolto positivamente dalla critica. Su Rotten Tomatoes 193 critici esprimono un gradimento dell'83%, su Metacritic il voto medio ponderato di 33 critici è di 65/100.